# Heiligenseer Weg
Der Heiligenseer Weg ist mit der Nummer 3 einer der 20 grünen Hauptwege. Das ist eine Zusammenstellung von 20 Wanderwegen durch das Berliner Stadtgebiet mit einer Gesamtlänge von rund 550 Kilometern. Ziel ist es, „Wohngebiete mit den vielfältigen Erholungsmöglichkeiten in Parkanlagen und Naherholungsgebieten von Berlin und Brandenburg“ (Senatsverwaltung für Stadtentwicklung und Umwelt) miteinander zu verknüpfen. Der Fußgänger soll dabei die Möglichkeit haben, „die Stadt als eine Verbindung von Kultur, Geschichte und Ökologie intensiv zu erleben“.

## Verlauf
Der Heiligenseer Weg beginnt mit  einer Länge von 25 Kilometern auf der Fußgängerbrücke an der Bundestagsverwaltung (Paul-Löbe-Haus) und führt anfangs entlang des Berlin-Spandauer Schifffahrtskanals und später zur nördlichen Stadtgrenze nach Heiligensee. Durch Naturlandschaft und Großstadttrubel hindurch begleitet der Weg die Großstadt Berlin mit den grünen Außengebieten. So an der einzigen echten Uferpromenade, der Greenwichpromenade am Tegeler See durch den Tegeler Forst mit einem alten Baumbestand. Im Berliner Ortsteil Heiligensee durch Einfamilienhäuser mit Feldern dazwischen.

### Mitte

Brücken am Spreebogen mit dem Beginn des Heiligenseer Wegs

Der Heiligenseer Weg hat seinen innerstädtischen Beginn im Ortsteil Mitte am Marie-Elisabeth-Lüders-Steg, der an dieser Stelle den Tiergartenring (grüner Hauptweg 19) von der Otto-von-Bismarck-Allee über die Spree führt. Zu erreichen ist dieser Startpunkt vom U-Bahnhof Bundestag der U-Bahn-Linie U5. Dieser Startpunkt liegt direkt im Regierungsviertel am Haus der Bundestagsverwaltung (Paul-Löbe-Haus). Beide Hauptwege nutzen das (hier) östliche Spreeufer am Schiffbauerdamm, dessen Name unterhalb der Kronprinzenbrücke (Reinhardtstraße) in Kapelle-Ufer wechselt. Gegenüber vom Spreebogenpark geht es am Futurium das Alexanderufer entlang weiter zum Humboldthafen. Wobei die Straße durch das Stadtbahnviadukt (S-Bahn) führt, der Blick zum Hauptbahnhof und nach Osten zum Charité-Gelände. Unter der Sandkrugbrücke wird die Invalidenstraße unterschritten. An die Lage der hier ehemals stehenden Berliner Mauer erinnert der Berliner Mauerweg, der mit dem grünen Hauptweg 03 und dem grünen Hauptweg 19 zwischen Bundesministerien und dem Hamburger Bahnhof (Museum für Gegenwart) am gegenüberliegenden Ufer des Berlin-Spandauer Schifffahrtskanals entlang führt. Der Uferweg führt dabei auch durch den Invalidenfriedhof. Die Parkplätze des Bundeswehr-Krankenhauses an der Scharnhorststraße liegen rechter Hand.

### Wedding

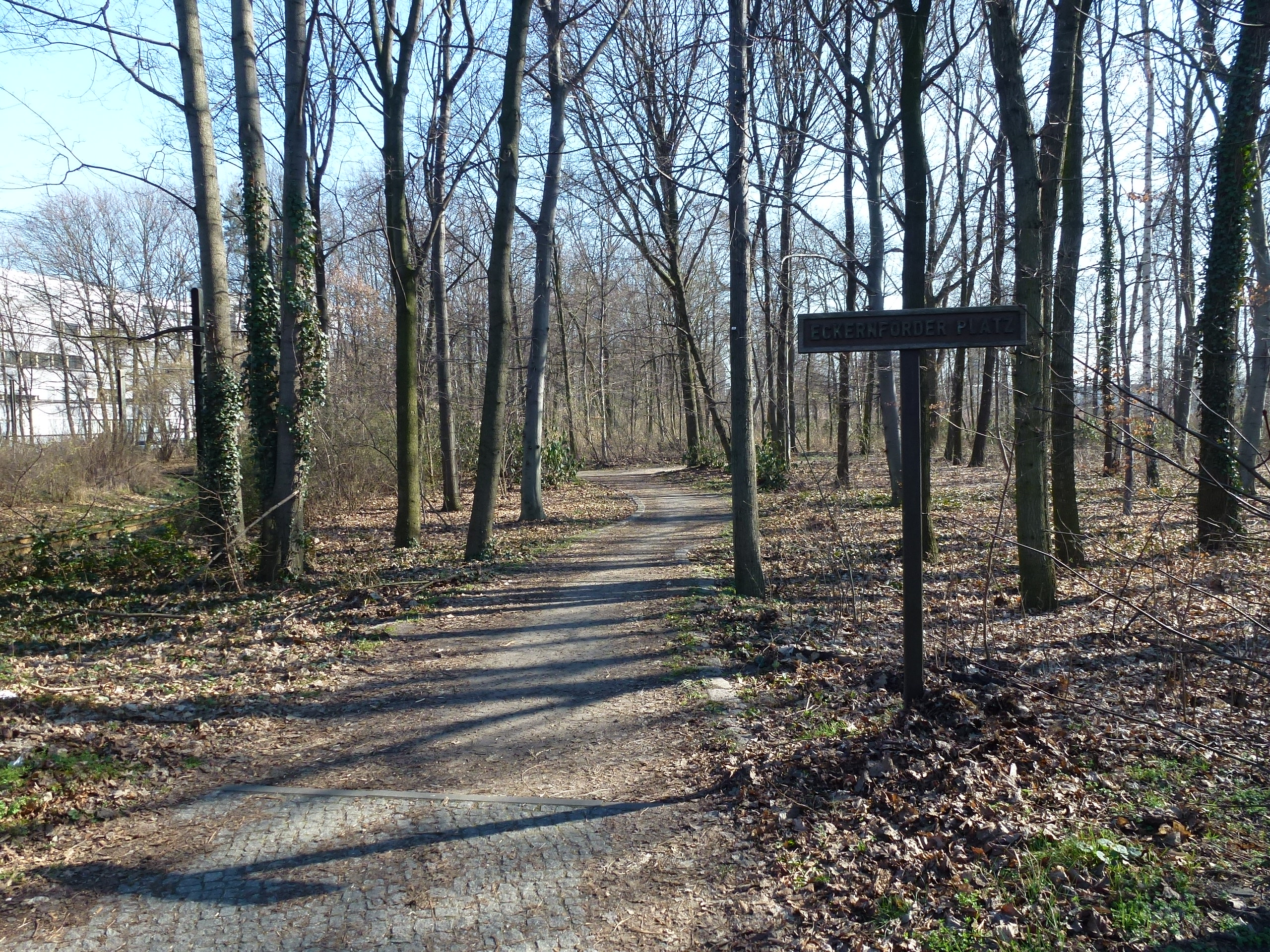
Wedding Eckernförder Platz

An der Kieler Brücke biegt der Tiergartenring vom Ufer ab. Der Heiligenseer Weg führt weiter am Ufer des Schifffahrtskanals nach Wedding durch den Nordhafenpark-Vorfluter über die Sellerbrücke und unter der Nordhafenbrücke (Sellerstraße, B 96) am Nordufer vom Nordhafen, weiter durch die Fennstraße an der Fennbrücke, am grünen Mettmannplatz durch eine hohe Bahnbrücke (Überflieger), Anschluss Ringbahn zum Hauptbahnhof und die Ringbahnbrücke wird das „Nordufer“ (mit Pkw-Parkverkehr) genutzt. Da die Ortsteilgrenze direkt an dieser Straße entlanggeht, wird im Bereich des Torfstraßenstegs (Pekinger Platz), wo der Weg direkt am Kanalufer verläuft, sogar der Ortsteil Moabit betreten oder der Weg liegt direkt auf der Ortsteilgrenze. Es wird über die Föhrer Straße (Föhrer Brücke) gekreuzt, gefolgt von den Gebäuden des Rudolf-Virchow-Krankenhauses, die Verkehrsstraße Nordufer setzt sich in der Sylter Straße nach rechts ab. Die dritte Seite des begrünten Eckernförder Platzes ist hier die Nördliche Seestraßenbrücke, an der die Stadtautobahn endet und hier in die Seestraße übergeht. Rechts vom Uferweg liegt der Plötzensee (Hans-Schomburgk-Promenade) mit einem Bootsverleih und Freibad. Gegenüber vom Kanalufer, am Saatwinkler Damm, liegt die JVA Plötzensee. Die folgende Schleuse Plötzensee bedingt ein Ausweichen des Heiligenseer Wegs um den Nordrand des St. Johannis- und Heilandfriedhofs zum Ufer des Plötzensees ins Landschaftsschutzgebiet ‚Park am Plötzensee‘ und weiter nach Norden ins LSG ‚Rehberge‘ auf dem Dohnagestell entlang. Am Wildschweingehege vor dem Schwarzen Graben bindet der Innere Parkring (grüner Hauptweg 18) ein, für 500 Meter am Damwildgehege entlang. Der Hauptweg 18 geht geradeaus weiter in Richtung Petersallee/Nachtigallplatz, der Heiligenseer Weg nach links (beide trennt danach die Freilichtbühne Rehberge) an der KGA ‚Rehberge‘ grenzend und durch deren Gartenweg (Kiefernweg) nach links zum Schwarzen Graben. An dessen Ende ist der Corcelle-Ring erreicht, der um die Julius-Leber-Kaserne führt. Hier steht das Denkmal Berlin dankt Frankreich am Kurt-Schumacher-Damm.

### Tegel

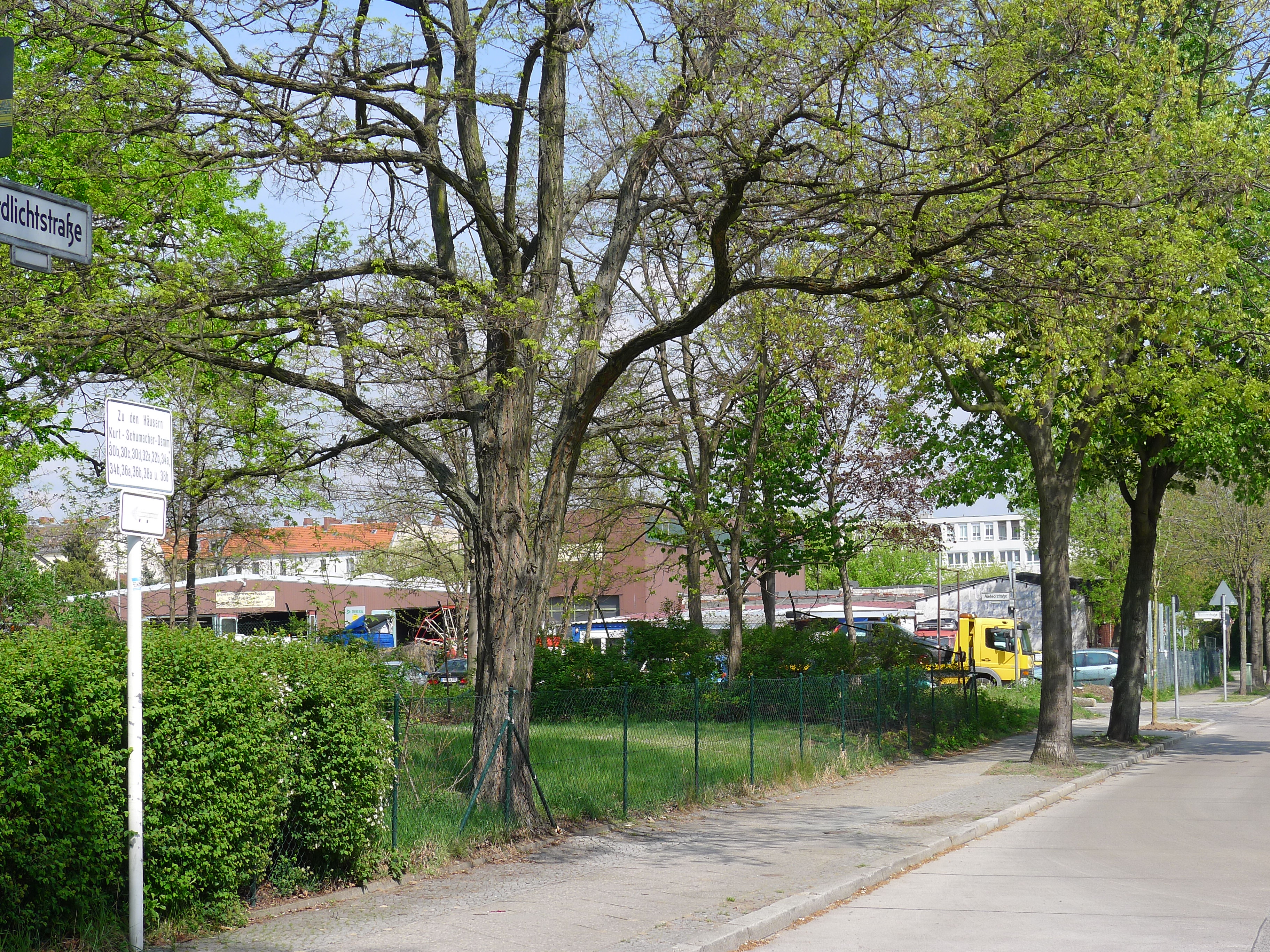
Nordlichtstraße in der Planetensiedlung

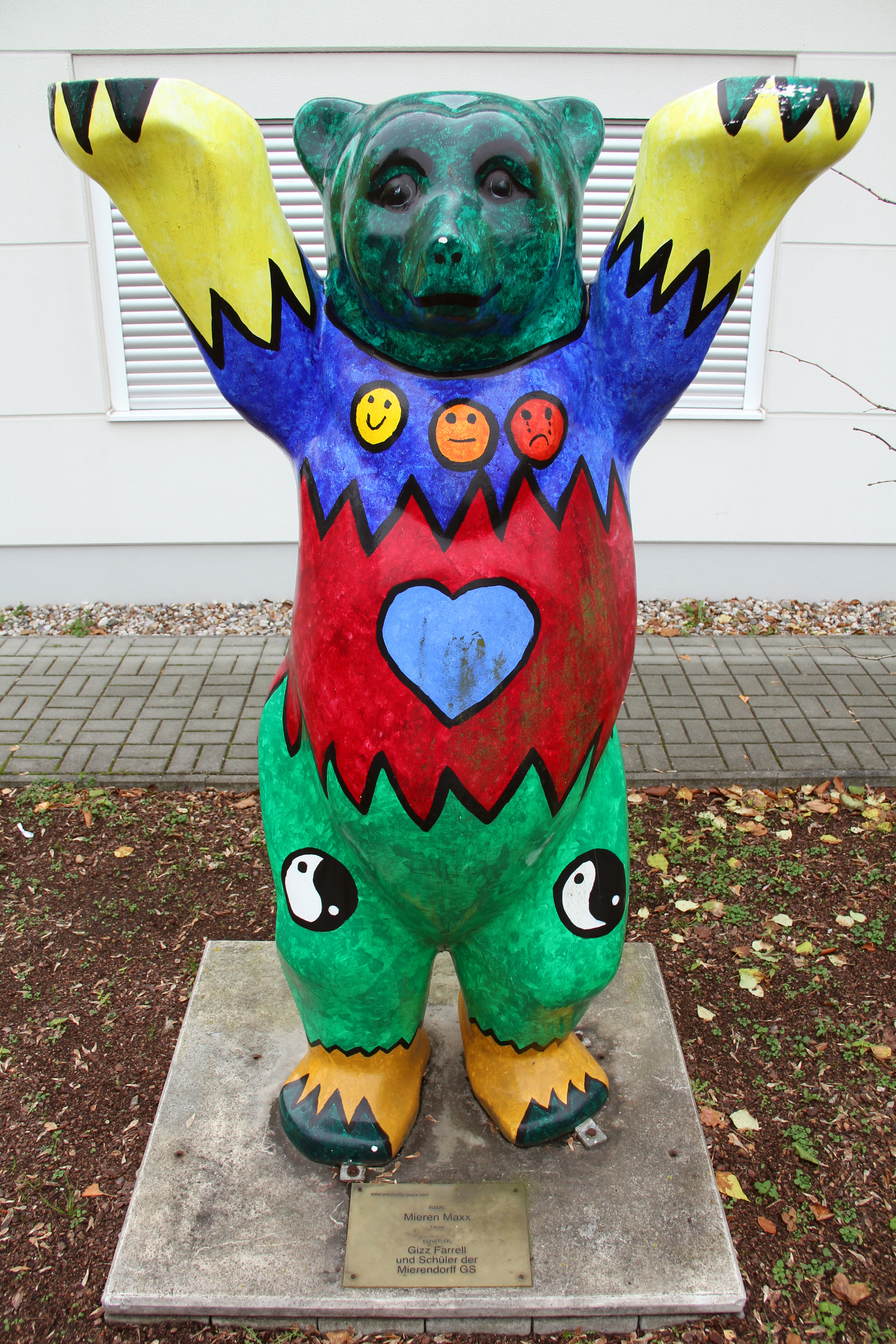
Buddy-Bär am Rand des Heiligenseer Weges

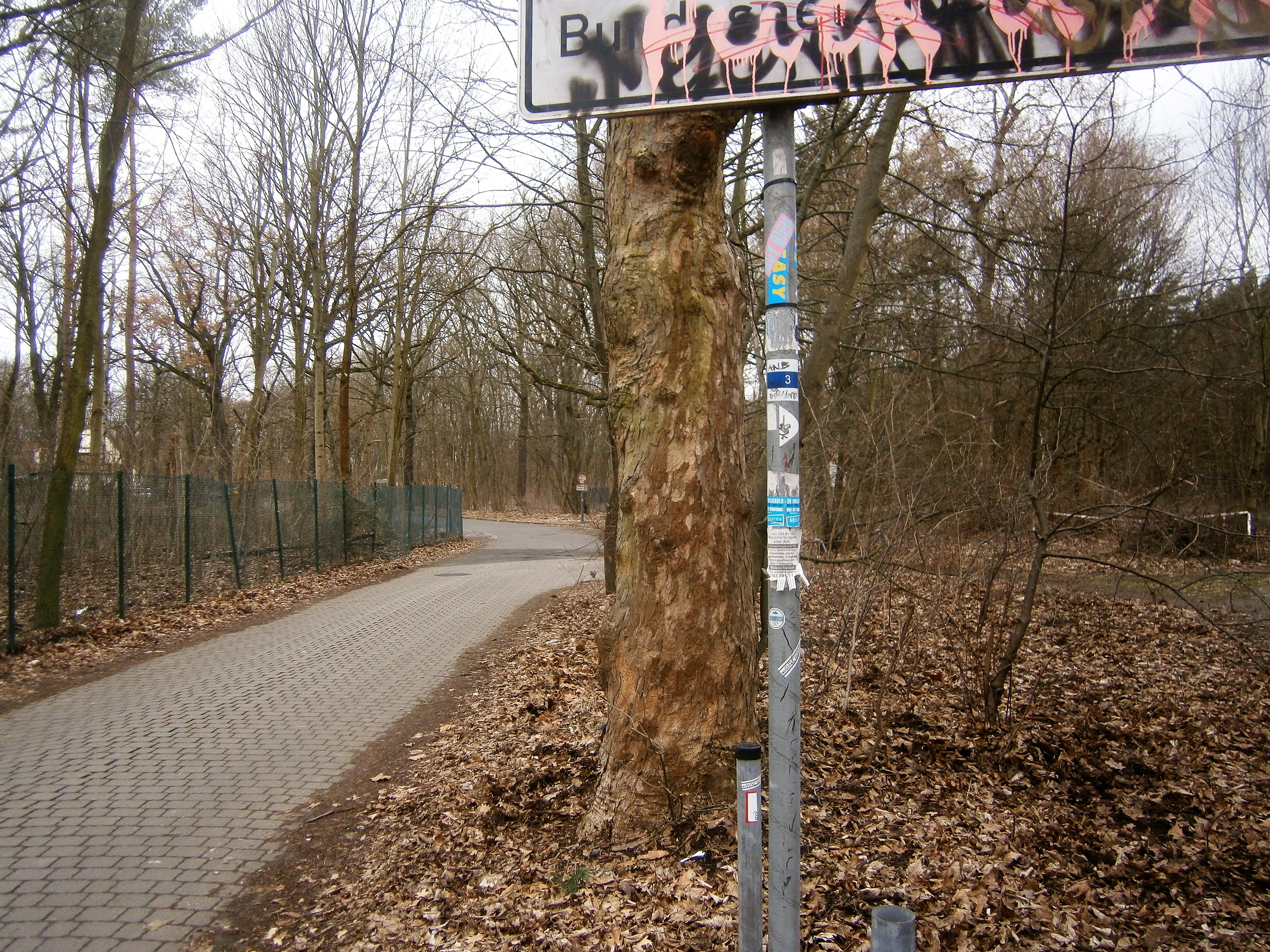
Am Schwarzen Graben entlang zum Flughafensee

Am Kurt-Schumacher-Damm liegt auch der Wechsel der Ortsteile von Wedding nach Tegel. Diese breite verkehrsreiche Trasse wird nun überwunden in die Straße 442, rechts auf der Straße 443 zur Nordlichtstraße. Über die Straße 462 oder direkt auf dem Kurt-Schumacher-Damm, gelangt man zum U-Bahnhof Kurt-Schumacher-Platz. Der Heiligenseer Weg nutzt die Nordlichtstraße durch die ‚Planetensiedlung‘, die ihren Namen nach den hierliegenden Querstraßen zur Meteorstraße erhielt. Der Weg umgeht noch (Uranusweg nach links) die Sportplätze bis an die Autobahnausfahrt (Autobahnkreuz Reinickendorf) der A 111/E 26 zum Eichborndamm. Der Wanderweg nutzt den danebenliegenden Fußweg, der durch den Ausgang des U-Bahnhofs Scharnweberstraße (hier als Hochbahn) geht, an der Scharnweberstraße nach links in Richtung Tegeler Zentrum, dadurch ist auch die Autobahnanschlussstelle von der Antonienstraße her zu überqueren, weiter auf der Straße mit der U-Bahn nach Tegel und auf der Seidelstraße mit einem Blick auf die A 111 hinunter geht es zwischen Cité Guynemer (linke Seite) und der Kleingartenkolonie ‚Gartenfreunde‘ (rechte Straßenseite) bis in Höhe Otisstraße nach Tegel hinein. Nördlich der Cité Guynemer am Schwarzen-Graben-Kanal und quer zum Seidelkanal am Nordufer des Flughafensees liegt der weitere Hauptweg im Landschaftsschutzgebiet ‚Jungfernheide‘.
Dem Nordufer des Flughafensees folgt der Hauptweg durch die Jungfernheide zum Südrand der Siedlung ‚Waldidyll Tegel‘ zum Sendener Weg. Hier entlang oder noch ein Stück durch den Forst auf dem Semmelweg zur Ecke Sendener Weg führt der Wanderweg nach Westen über die Bernauer Straße (eine Hauptstraße zwischen Tegel und Haselhorst) südlich des Wasserwerkes Tegel. Diese etwa 200 Meter (nach rechts) zum Ufer des Tegeler Sees, an den Anlagen des Wasserwerkes an der Seeseite entlang zum Gänsewerder und an den Bootsstellen mehrerer Angler- und Bootsvereine, geht es zur Gaswerkbrücke, die über einen Kanal zum ehemaligen Gaswerkhafen führt. Nachdem noch ein Parkplatz am Südende des Borsigdamms umrundet wurde, ist der Uferweg wieder erreicht, mit der Borsigdammbrücke wird der Zugang des Borsighafens überschritten und der weitere Uferweg, der Seestreifen der Greenwichpromenade, am See entlang benutzt. Im See liegt die Insel Hasselwerder, am See gegenüber die Halbinsel Reiherwerder zwischen Großem Malchsee und Tegeler Forst.

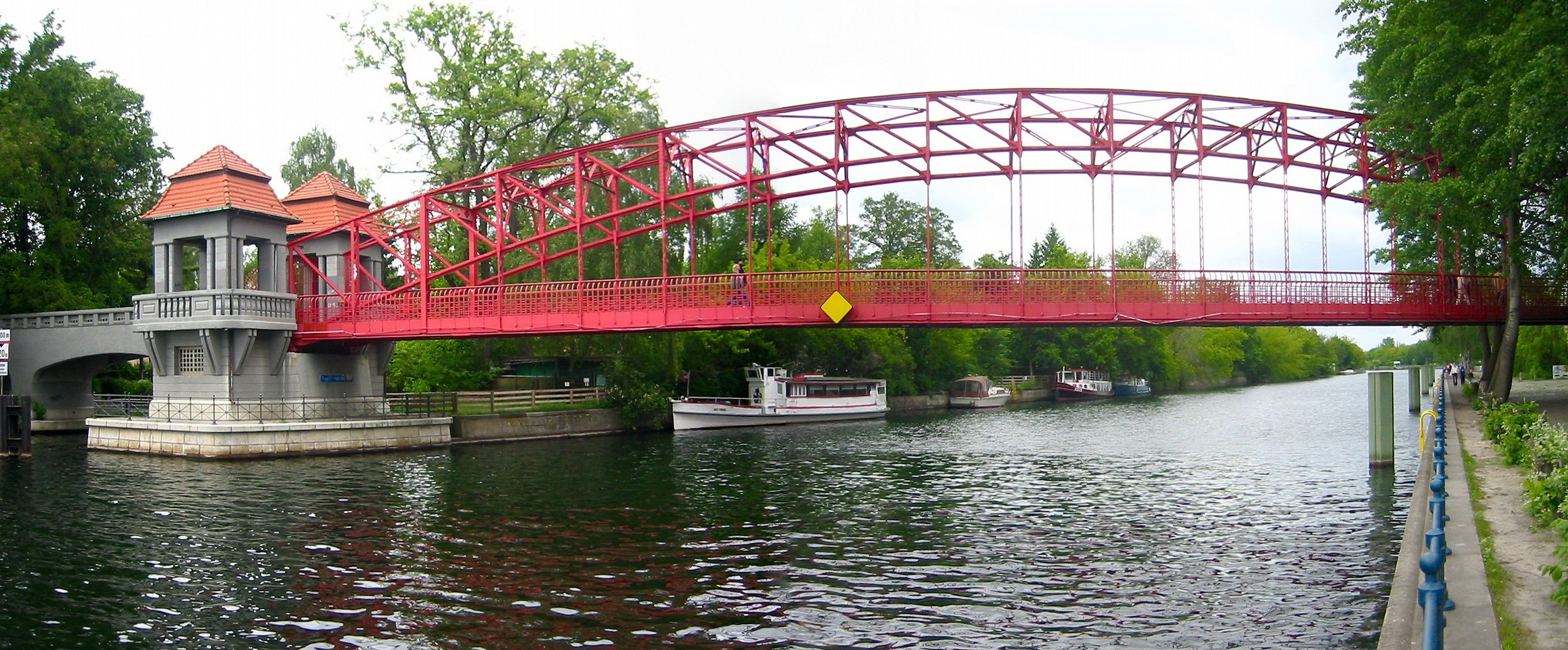
Tegeler Hafenbrücke

Der Heiligenseer Weg und der Hauptweg 16 (Humboldt-Spur) nutzen die Tegeler Hafenbrücke, die auch „Sechserbrücke“ genannt wird, um auf dieser auch die Mündung des Tegeler Fließes in den Tegeler See zu überschreiten. Vor der Hafenbrücke hat der Hauptweg 13 (Barnimer Dörferweg) seinem Beginn vom Heiligenseer Weg ab und führt mit der Weiterführung von Hauptweg 16 zum Tegeler Hafen an der Hafenkante entlang. Der Heiligenseer Weg und Hauptweg 16 (westliche Fortsetzung) führen am hier liegenden Aussichtspunkt vorbei zum Ufer des Malchsee, nach Norden zwischen Kinderheim und Bootsstegen weiter über den Malchseegraben und An der Malche zwischen Freizeitpark Tegel und dem See hindurch. Hier befindet sich in unmittelbarer Nähe die Dicke Marie; die Eiche ist der älteste Baum Berlins.
Am Nordufer des Großen Malchsees beginnt das LSG ‚Forst Tegel‘ (für den hier eine Referenzfläche liegt). Der Hauptweg 16 geht an der Waldhütte am Schwarzen Weg (eine Asphaltstraße) nach Süden am Seeufer weiter, der Heiligenseer Weg nach Westen durch den Forst Tegel auf dem Mühlenweg in Richtung Heiligensee entlang. Die Bauern brachten ihr Getreide auf dem Mühlenweg zur Tegeler Mühle am Hafen.
Der insgesamt 1,9 Kilometer lange Abschnitt des Heiligenseer Wegs auf dem Mühlenweg führt nach 990 Metern, also etwa der halben Länge, über die Konradshöher Straße. Etwa 460 Meter nach der Straße liegt die „Burgsdorff-Lärche“ mit 42,5 Metern Berlins höchster Baum am Weg. Der Hauptweg 03 auf dem Mühlenweg kommt an den Rand des NSG Baumberge über diese alternierende Ziehung zwischen LSG und NSG wechselt der Weg mehrfach, wobei das Naturschutzgebiet bereits zu Heiligensee gehört.

### Heiligensee

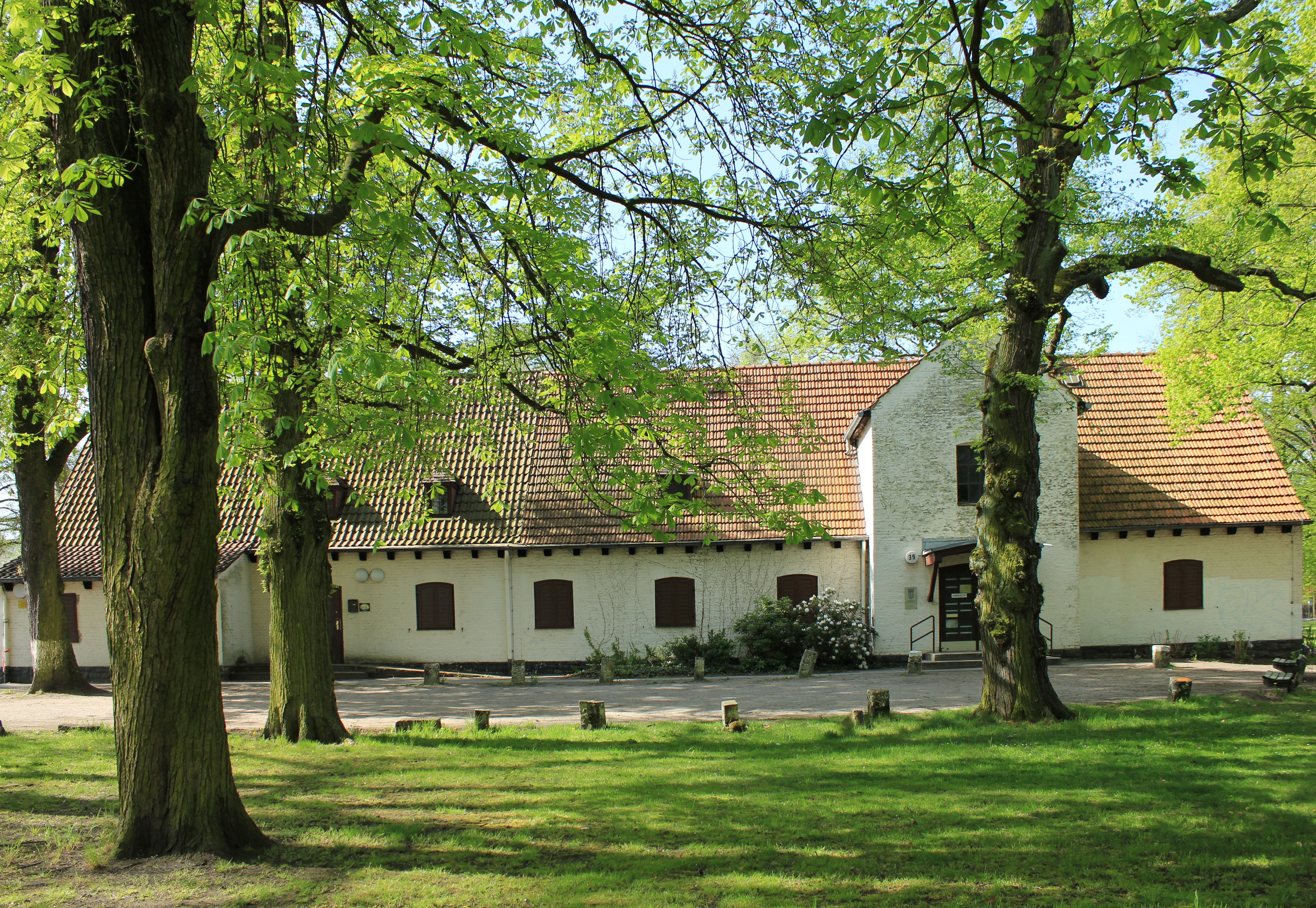
Alt-Heiligensee 39

In dieses Naturschutzgebiet hinein und somit in den Zielortsteil biegt rechts ein Weg rechtwinklig nach Norden ab. Hier befindet sich ein Schullandheim (Heiligensee-Schänke) auf halbem Weg zum Elchdamm. Dieser bildet zum Forst hin den Südrand des bebauten Gebiets. Der eigentliche grüne Hauptweg 03 geht hierbei nach links auf dem Elchdamm, an Wesselburer Weg und dem Gartenwegabschnitt des Süderholmer Steigs vorbei, zu einem Weg der zwischen KGA ‚Am See‘ und KGA ‚Seebad‘ hindurch an das Ufer des Heiligensees reicht. Hier am Ufer befindet sich jedoch derzeit ein nicht begehbarer (privat genutzter) Abschnitt im LSG ‚Heiligensee‘. Danach ist der Hauptweg wieder aufgenommen und nutzt den Süderholmer Steig ab Ecke Schwabstedter Weg zum Grünstreifen (Ecke Heiligenseegraben) neben der Heiligenseestraße entlang. An der Kreuzung Alt Heiligensee/Schulzendorfer Straße mit Heiligensee-/Hennigsdorfer Straße führt der grüne Hauptweg links nach Alt-Heiligensee und zwischen den Grundstücken 4 und 8 (6 ist zurückgesetzt) an das Ufer des Nieder Neuendorfer Sees, den die Havel durchfließt. Bis 1990 lag gegenüber am Ufer die Berliner Mauer. Der nun folgende Abschnitt des grünen Hauptwegs 03 am Ufer entlang ist ebenfalls behindert, da die Grundstücke der Hennigsdorfer Straße (teilweise sind es auch Hintergrundstücke) bis an das (Havel-)Ufer genutzt werden. Erst in Höhe der Anglersiedlung gegenüber vom Silberhammerweg ist ein Zugang zum See- und Havelufer möglich.
Aufgrund der Situation der Eigentumsverhältnisse am Ufer des Nieder Neuendorfer Sees mit der in diesem See liegenden Landesgrenze Berlins zu Brandenburg, als Stadtgrenze von Berlin zu Hennigsdorf, ist für diesen nordwestlichen Ortsteil Berlins eine längere Ersatz- und Umgehungsstraße empfohlen. Nach dem Verlassen des Forstes Tegel durch das NSG ‚Baumberge‘ wird am Elchdamm nicht abgebogen, sondern er wird überquert, sodass der Wanderweg am Westrand des Heiligenseer Südfeldes und östlich im Bogen um das Naturdenkmal Bumpfuhl herum (weiterhin nordwärts) und am Wiesengraben entlang führt. Es wird die Heiligenseestraße in Höhe Am Dachsbau überschritten und hinter den Grundstücken südlich vom Heiligenseer Nordfeld der Weg am Wiesengraben weitergenutzt. Dieser Graben vereinigt sich am Rundhofer Pfad mit dem Eschengraben zum Heiligenseegraben. Der so gebildete Grünstreifen am Eschengraben (entgegen der Fließrichtung) nach Norden (am Rundhofer Pfad entlang) nimmt den Umgehungsweg auf und überquert am Fürstenauer Weg die Schulzendorfer Straße. Hier geht es am Erlengraben weiter zum Erlengrabenteich. Am Rand des Erlengrabens über Mattenbuder Pfad und Kurzebracker Weg geht es am Weidengraben (Abfluss zur Havel) vorbei. Der Erlengraben selbst entwässert zu diesem von beiden Seiten her. Gemeinsam mit dem Eschengraben bilden diese Gräben (dazu Linden-, Birken-, Haselgraben) die Absenkung des Wasserspiegels für die Einfamilienhaus-Grundstücke in diesem (havelnahen) Teil von Heiligensee. Der Erstzweg geht am Nordabschnitt des Erlengrabens zum Silberhammer-/Ecke Krantorweg, wo der Lindengrabenteich liegt. Der die ideale Führung umgehende Wander-/Radweg führt durch eine bogenförmige teils asphaltierte / teils gepflasterte Spielstraße (Silberhammerweg) an die Hennigsdorfer Straße.

### Stadtrand
An der Ruppiner Straße in Höhe Anglersiedlung und Silberhammerweg treffen der eigentliche grüne Hauptweg und sein Erstzweg durch Heiligensee wieder zusammen. Der Heiligenseer Weg führt auf der Straße durch die S-Bahn-Brücke an die Ruppiner Chaussee heran. Auf der Ruppiner Chaussee geht der Hauptweg 03 nach links noch zur Landesgrenze und nach Hohen Neuendorf, Ortslage Stolpe-Süd. Zum Abschluss der Wanderung ist auch der (nach rechts) naheliegende S-Bahnhof Heiligensee geeignet.

## Nahverkehrsanschlüsse
Der Lauf quer durch die Stadt bietet mehrere in der Nähe befindliche Anschlüsse an den ÖPNV.
- S+U-Bahnhof Hauptbahnhof,
- U-Bahnhof Reinickendorfer Straße,
- U+S-Bahnhof Westhafen,
- U-Bahnhof Kurt-Schumacher-Platz,
- U-Bahnhof Scharnweberstraße,
- U-Bahnhof Alt-Tegel,
- S-Bahnhof Heiligensee.